# Bakadaji
Bakadaji (Schreibvarianten: Bakadagi, Bakadagi Nema oder Bakadagy) ist eine Ortschaft im westafrikanischen Staat Gambia.
Nach einer Berechnung für das Jahr 2013 leben dort etwa 2118 Einwohner, das Ergebnis der letzten veröffentlichten Volkszählung von 1993 betrug 1655.

## Geographie
Bakadaji liegt am südlichen Ufer des Gambia-Fluss in der Upper River Region (URR), Distrikt Fulladu West. Dieser liegt an der South Bank Road ungefähr 22 Kilometer westlich von Basse Santa Su, dem Sitz der Verwaltungseinheit URD, entfernt. In östlicher Richtung liegt Bakadaji 34 Kilometer von Bansang auf dieser Straße entfernt.

## Kultur und Sehenswürdigkeiten
Bei Bakadaji sind zwei Kultstätten bekannt, einmal vier Steinkreis und dann drei Menhire.